# Amplitudenmodulation

Gegenüberstellung der Trägerschwingung nach Modulation mit dem Signal bei Amplituden- und Frequenzmodulation als Funktion der Zeit

Bei der Amplituden-Modulation (AM) schwankt die Amplitude einer Trägerschwingung oder von Pulsen mit der Frequenz der sie modulierenden Signale, dies können z. B. Töne, Sprache oder Musik sein. AM erlaubt aber auch die Modulation eines Trägers mit einem komplexen Gemisch aus einem oder mehreren, z. T. auch hochfrequenten Signalen unterschiedlicher Modulationsarten, was z. B. für analoges (Farb-)Fernsehen genutzt wird. Verwendung findet die Modulationsart AM noch z. B. für Kommunikation beim Flugsprechfunk, bei Maritimen und Funknavigationslagen der Luftfahrt (z. B. NDB, VOR, ILS), sowie Rundfunk und in manchen Ländern noch beim analogem Fernsehen. In der Musik tritt Amplitudenmodulation auch natürlich als Tremolo auf.
Zu Amplitudenmodulation werden aber historisch bedingt auch außer CDSB (engl. Carrier Double Side Band, dt. Doppelseitenband mit vollem Träger) auch neuere AM-Modulationsverfahren gezählt, die keinen oder einen Träger mit im Vergleich zu CDSB reduzierten Leistung verwenden, z. B. SSB(SC) (engl. Single Side Band (Suppressed Carrier)), zwei voneinander unabhängige Seitenbänder, oder die Seitenbänder im Vergleich zu CDSB mit reduzierter Leistung erzeugen oder vollständig unterdrücken verwenden.

Ebenso wird Amplitudenmodulation auch bei digitalen Modulationsverfahren verwendet, z. B. PAM (Pulse Amplituden Modulation, dt. Amplitudenmodulation von Pulsen). Die Amplitudenmodulation der Pulse kann dabei direkt im Sender oder wie z. B. beim TACAN-System im verwendeten Antennen-Array erfolgen, weshalb bei TACAN die in der PAM enthaltene Information erst im Fernfeld des Antennenarrays empfangbar ist. QAM (engl. Quadrature Amplitude Modulation, dt. Quadratur Amplituden Modulation) ist die Kombination von Amplituden- und Phasenmodulation. 

## Historische Entwicklung von Amplitudenmodulationsverfahren
In der Anfangszeit des Funks wurde nach der Ein- und Aus-Tastung eines HF-Trägers zur Übertragung von Zeichen im Morsecode, zunächst CDSB (Carrier Double Side Band) Amplitudenmodulation für Telefonie verwendet, Kapitel XIV,  wobei C für engl. Carrier (dt. Träger) und DSB für engl. Double Side Band (dt. Doppelseitenband) steht.
Amplitudenmodulation erlaubt es auch ohne die damals kaum, wenn überhaupt, verfügbaren aktiven Bauelemente, die zum Mischen und Verstärken in einem Empfänger notwendig sind, einen passiven Detektorempfänger zu bauen. Detektorempfänger nutzen das Prinzip der Hüllkurvendemodulation und bestehen minimal nur aus einem Schwingkreis und einem Detektor, z. B. Kristalldetektoren und später auch Spitzendioden, die direkt das Audiosignal in einen Kopfhörer speisten.
Erst sehr viel später war es möglich, Sender mit komplexeren analogen AM-Verfahren zu erzeugen und diese Signale auch mit Empfängern zu demodulieren. Jedes Modulationsverfahren, das analoge Amplitudenmodulation nutzt, hat je nach Anwendung andere Vorteile und Nachteile, z. B. Energiebilanz, belegte Bandbreite oder notwendiges S/N Ratio (engl. Signal to Noise Ratio, SNR) beim Empfang.
Der Träger und die Seitenbänder können bei analoger Amplitudenmodulation auch im Verhältnis zur maximalen Leistung bei CDSB mit einem Modulationsindex von m = 1 (entspricht 100 %) auch mit reduzierter Leistung (R für en. Reduced) oder ganz unterdrückt (S für engl. Suppressed) werden.
Ebenso kann nur ein Seitenband, zwei Seitenbänder oder zwei unabhängige Seitenbänder erzeugt werden. Es wird zwischen LSB (engl. Lower Side Band, dt. unteres Seitenband) und USB (engl. Upper Side Band, dt. oberes Seitenband) unterschieden.
Später wurden neben Tönen, Sprache oder Musik auch weitere Modulationen auf ein AM-Signal aufmoduliert, z. B. FM bei VOR (engl. VHF-Omnidirectional Range) oder es wird ein Gemisch von nieder- und hochfrequenten Signalen mit verschiedenen Modulationen aufmoduliert, z. B. VSB bei analogem Fernsehen.

## Analoge Modulationsverfahren mit Amplitudenmodulation sind z.B.
OOK (engl. On Off Keying of a carrier, dt. Ein-/Austastung eines unmodulierten Trägers)
CDSB (engl. Carrier Double Side Band, dt. Träger Zwei-Seitenbänder) bedeutet es wird der Träger und beide Seitenbänder (LSB und USB) erzeugt, entspricht dem als Synonym für AM-Modulation bei Rund- oder Sprechfunk verwendeten Bezeichnung, z. B. bei LW-, MW-KW-AM-Radiosendern, , 
CISB (engl. Carrier Independent Side Bands, dt. Träger zwei unabhängige Seitenbänder) bedeutet es wird der Träger und zwei voneinander unabhängige Seitenbänder, d. h. LSB und USB haben einen unterschiedlichen Informationsinhalt,
CSSB (engl. Carrier Single Side Band, dt. Träger Ein-Seitenband) bedeutet es wird nur der Träger und ein Seitenband erzeugt, wahlweise LSB oder USB
CW (engl. Continuous Wave, dt. dauerhaft ausgesendeter Träger ohne Modulation) bedeutet, es wird dauerhaft ein Träger ohne jedwede Modulation ausgesandt, daher auch die Bezeichnung NONE
DSBRC (en. Double Side Band Reduced Carrier, dt. Träger zwei Seitenbänder) bedeutet, der Träger hat im Vergleich zu CSSB eine reduzierte Trägerleistung und beide Seitenbänder besitzen aber volle Leistung (LSB und USB)
DSBSC (engl. Double Side Band Suppressed Carrier, dt. Träger zwei Seitenbänder) bedeutet der Träger ist unterdrückt, es werden nur beide Seitenbänder (LSB und USB) erzeugt, , 
ISB(RC) (engl. Independent Side Bands (Reduced Carrier), zwei voneinander unabhängige Seitenbänder mit reduziertem Träger) reduzierter Träger und zwei voneinander unabhängige Seitenbänder, d. h. LSB und USB haben einen unterschiedlichen Informationsinhalt
ISB(SC) (engl. Independent Side Bands (Suppressed Carrier), zwei voneinander unabhängige Seitenbänder ohne Träger) zwei voneinander unabhängige Seitenbänder, d. h. LSB und USB haben einen unterschiedlichen Informationsinhalt App. F.4.2
SSB(RC) (engl. Single Side Band (Reduced Carrier), dt. Ein-Seitenband reduzierter Träger), es wird nur ein reduzierter Träger und Ein-Seitenband, wahlweise LSB oder USB und kein Träger erzeugt, ,
SSB(SC) (engl. Single Side Band (Suppressed Carrier), dt. Ein-Seitenband ohne Träger), es wird nur Ein-Seitenband, wahlweise LSB oder USB und kein Träger erzeugt, , 
VSB (engl. Vestigial Sideband Modulation, dt. Restseitenbandmodulation, d.h. Träger, 1. Seitenband max. 100 % und 2. Seitenband max. 33 % der bei m=1 möglichen Leistung) ein Seitenband besitzt maximal 100 % und das zweite Seitenband nur maximal 33 % der bei einem Modulationsindex von 100 % möglichen Leistung, Anwendung z. B. beim analogen Fernsehen, , 

## Digitale Modulationsverfahren, die Amplitudenmodulation nutzen, sind z.B.
AFSK (engl. Audio Frequency Shift Keying)
ASK (engl. Amplitude Shift Keying, dt. Amplitudenumtastung)
PAM (engl. Pulse Amplituden Modulation) bedeutet Amplitudenmodulation von Pulsen, 
QAM (engl. Quadratur Amplituden Modulation) bedeutet, es wird eine Kombination von Amplituden- und Phasenmodulation verwendet.

## Energieeffizienz analoger Amplitudenmodulation
Die Energiebilanz von CDSB ist gegenüber moderneren Modulationsverfahren schlecht, da selbst bei dem maximal möglichen Modulationsgrad von 100 % alleine auf den Träger schon 50 % der erzeugten HF-Energie entfallen, ohne dass der Träger eine Information überträgt. Auf jedes der beiden Seitenbänder, die beide bei CDSB jedoch die gleiche Information enthalten, entfallen nur jeweils maximal 25 % der Hochfrequenz-Leistung.
Eine bessere Effizienz weisen Amplitudenmodulationen auf, die nur eine reduzierte oder keine Träger besitzen und nur ein Seitenband oder das zweite Seitenband mit reduzierter Leistung nutzen, z. B. CSSB, DSBRC, DSBSC oder VSB, wobei SSB am besten abschneidet, da die Energie nur zur Übertragung der Information verwendet wird.

## Bandbreitenbedarf analoger AM
Während CDSB, DSB CISB die größte Bandbreite B benötigen, die zweimal der höchsten genutzten Modulationsfrequenz fmax entspricht, oder B = 2·fmax, benötigt CSSB und SSB nur die Bandbreite der höchsten genutzten Modulationsfrequenz. Im Flunkfunk wird unabhängig vom genutzten Kanalabstand die max. Modulationsfrequenz für Sprache auf 2,5 kHz begrenzt, bei ILS und VOR-System bei 3 kHz. Bei Nutzung des Capture-Effekts, um größere Sektoren mit mehreren Sendern abdecken zu können, müssen diese jedoch bei Nutzung von CDSB mindestens 2·fmax voneinander entfernt sein. Bei AM-Rundfunk kann die max. Bandbreite z. B. bei 4,5 kHz liegen.
Werden weitere Signale oder Modulationen mit Amplitudenmodulation auf einen Träger aufmoduliert, erhöht sich die Bandbreite dementsprechend, siehe Tabelle „Bezeichnung, Nutzung und Bandbreite von Amplitudenmodulationsverfahren“.
Vom heutigen Stand der Technik und den möglichen Modulationsarten wird CDSB-AM oft als Antiquierte Modulation betrachtet, dies stimmt aber nur wenn man dies z. B. beim Rundfunk nur auf die Bandbreite der im VHF-Bereich mit FM übertragenden Audiosignale und die Qualitätsansprüche betrachtet. Die kleinere Audiobandbreite im Kurz-, Mittel- und Langwellenbereich ist jedoch damit begründet, dass im Gegensatz zum VHF-Bereich jedoch hierfür nicht die notwendige Bandbreite zur Verfügung steht.

## Sonderformen bei denen die AM erst im Fernfeld eines Antennen-Arrays entsteht
Bei den Funknavigationssystemen der Luftfahrt gibt es auch eine Reihe von Systemen, die nur mit Amplitudenmodulation funktionieren. Die eigentliche Information wird hierbei nur zum Teil im Sender auf den Träger aufmoduliert und entsteht z. T. erst im Fernfeld des verwendeten Antennen-Arrays, z. B. beim ILS-, (D)VOR- und TACAN-System.
Beim ILS-System können ILS-Empfänger an Bord von Luftfahrzeugen erst im Fernfeld des ILS-Antennenarrays die Difference in Depth of Modulation (DDM) zwischen einem 90-Hz- und einem 150-Hz-Ton empfangen und demodulieren. Der Modulationsgrad der beiden Töne wird jedoch nicht wie üblich im Sender aufmoduliert, sondern entsteht erst im Fernfeld des ILS-Antennen-Arrays, bei dem jede Antenne einzeln mit verschiedenen Amplituden und Phasenverschiebung mit einem CSB (engl. Carrier Side Band, CDSB) und/oder SBO (engl. Side Band Only, DSBSC) gespeist werden. Dier DDM zwischen einem 90-Hz- und 150-Hz-Ton variiert mit der Position eines ILS-Empfängers an Bord eines Luftfahrzeuges in Referenz zur Position des ILS-Antennen-Arrays.
Bei VOR wird jeweils eine Referenzinformation und Azimut-abhänge Information gesendet, die im VOR-Empfänger abhängig vom Azimut eines Luftfahrzeuges in Referenz zur (D)VOR- und TACAN-Station einen Winkel bezogen auf magnetisch Nord liefert.
Bei TACAN werden jeweils eine Referenzinformation und Azimut-abhänge Informationen in Form von Referenzpulsgruppen gesendet, wobei der TACAN-Empfänger abhängig vom Azimuth eines Luftfahrzeuges in Referenz zur TACAN-Station einen Winkel bezogen auf magnetisch Nord liefert.

### Sonderform bei der beide FM-Unterträger auf der AM erst im Fernfeld eines Doppler-Antennen-Arays entstehen
Bei DVOR (Doppler VHF Omnidirectional Range) wird jeweils eine Referenzinformation und azimutabhänge Information gesendet, die im VOR-Empfänger abhängig vom Azimut eines Luftfahrzeuges in Referenz zur (D)VOR- und TACAN-Station einen Winkel bezogen auf magnetisch Nord liefert. Der frequenzmodulierte modulierte (FM) Unterträger entsteht aber durch Nutzung eines großen Antennen-Arrays, indem ein die variable Azimut-Information auf Doppler Basis mit 51 Antennen zur Generierung der FM umlaufend angeschaltet werden, während die Referenzinformation von einer Antenne im Mittelpunkt der Doppler-Basis abgestrahlt wird, wobei die FM erst im Fernfeld des Antennen-Arrays empfangbar ist.

## Nutzung des Capture-Effect bei AM
Bei Abstrahlung von zwei oder mehreren AM-modulierten Signalen innerhalb des Durchlassbereiches eines Empfängers, werden bedingt durch den Capture-Effect ab einem Signalverhältnis von circa 8 dB das jeweils schwächere AM Signal unterdrückt, sofern der minimale Frequenzabstand zwischen den einzelnen Trägern mindestens Bn = 2fmax entsprechen.
Der Capture-Effect wird bei AM-modulierten Aussenden z. B. genutzt bei:
- VHF-Sprechfunk der Luftfahrt (VHF-COM) durch Verteilung von mehreren Sendern auf ein großes Gebiet, größere Sektoren als mit einem Sender, selbst wenn dieser auf einem hohen Berg steht, abgedeckt werden
- Instrumentenlandesystem (ILS) durch Nutzung unterschiedlicher Antennendiagramme und der Senderausgangsleistung Störungen durch Reflexionen an Gebäuden und Hindernissen im Flughafenbereich minimiert werden.

Für Rundfunk wurden in den USA deshalb Verfahren entwickelt, bei kleiner Nutzsignalamplitude die Trägerleistung zu reduzieren, um Energie zu sparen. Als im Lauf der Jahre die Anzahl der Sendeanlagen und – wegen der erhöhten Empfindlichkeit der inzwischen erfundenen Überlagerungsempfänger – die Reichweite stieg, wurde offensichtlich, dass einige Eigenschaften von AM sehr nachteilig waren:
- Die Bandbreite ist doppelt so groß wie die maximale Modulationsfrequenz. Um im Mittelwellenbereich möglichst vielen Sendern Frequenzen zuweisen zu können, wurde außerhalb Amerikas ein Kanalraster von 9 kHz eingeführt. Die maximale Modulationsfrequenz ist dadurch auf 4,5 kHz begrenzt, in der Praxis ist die Niederfrequenz-Bandbreite sogar auf 2 bis 3 kHz begrenzt.
- Durch gegenüber dem Raster leicht versetzte Störsender lassen sich AM-Sendungen auch aus großer Entfernung wirksam stören, weil lästiges Interferenzpfeifen auftritt. Das funktioniert auf Kurzwelle über Tausende von Kilometern hinweg.
- Ein Hüllkurvendemodulator ist genau genommen ein Synchrondemodulator, der die benötigte Oszillatorfrequenz nicht lokal und mit sehr geringer Leistung erzeugt, sondern diese vom weit entfernten Sender phasenrichtig geliefert bekommt. Wenn es bei großer Distanz zu selektivem Trägerschwund kommt, liefert der Demodulator ein unbrauchbares Signal.
- Störsignale, die von Gewittern und Zündfunken vorbeifahrender Autos erzeugt werden, können AM-Empfang stärker stören, als jede andere Modulationsart.

## Bezeichnung und Nutzung von, sowie Bandbreite von Amplitudenmodulationsverfahren
| Designation of Emission (DOE), (dt. Bezeichnung der Aussendung) Annex 1, | AM-Modulation -Type (-Art) | Modulation                                                                    | Description of emission (dt. Beschreibung der Aussendung) | Bn (Bandwidth necessary, dt. notwendige Bandbreite)                                          | sample calculation (dt. Beispielrechnung für die Bandbreite) |
| ------------------------------------------------------------------------ | -------------------------- | ----------------------------------------------------------------------------- | --- | -------------------------------------------------------------------------------------------- | --- |
| NONE                                                                     | CW                         | Continious Wave (dt.dauerhaft ausgesendeter Träger)                           | carrier without any modulation signal (dt. Träger ohne ein modulierendes Signal | Bn = 0                                                                                       | |
| A1A                                                                      | OOK                        | On Off Keying of a Carrier (dt. ein-/Aus-Tastung eines unmodulierten Trägers) | Continuous wave telegraphy, Morse code (dt. Telegraphie durch Ein-/Austastung eines unmodulierten Trägers, Morse Kode)                                                              | Bn = BK K = 5 for fading circuits K = 3 for non-fading circuits                              | 25 words per minute (dt. 25 Worte pro Minute) B = 20, K = 5 Bandwidth: 100 Hz |
| A2E                                                                      | CDSB                       | Carrier Double Side Band (dt. Träger mit zwei Seitenbändern)                  | Telegraphy by on-off keying of a tone modulated carrier, Morse code (dt. Telegraphie durch Ein-/Austastung eines Tons eines Trägers mit 2 Seitenbändern, Morse Kode)                | Bn = BK + 2Mmax K = 5 for fading circuits K = 3 for non-fading circuits                      | 25 words per minute dt. (25 Worte pro Minute) B = 20, M = 1 000, K = 5 Bandwidth: 2 100 Hz = 2.1 kHz |
| A3E                                                                      | CDSB                       | Carrier Double Side Band (dt. Träger mit zwei Seitenbändern)                  | Telephony or Sound broadcasting, double-sideband (dt. Telefonie, Musik oder Rundfunk, Doppelseitenband mit Träger                                                                   | Bn = 2 Mmax                                                                                  | Mmax = 3 000 Bandwidth: 6 000 Hz = 6 kHz |
| A9WWF                                                                    | CDSB                       | Carrier Double Side Band FM modulated Sub Carrier in both sidebands           | Double-sideband emission of (D)VOR with FM Telegraphy by on-off keying of a tone modulated carrier, Morse code, opt. voice VOR: VHF omnidirectional radio range (D)VOR: Doppler VOR | Bn = 2Cmax + 2Mmax + 2DK K 1 (typically)                                                     | The main carrier is modulated by: - a 30 Hz sub-carrier - a carrier resulting from a 9 960 Hz tone - a telephone channel - a 1 020 Hz keyed tone for continual Morse identification Cmax = 9 960 Mmax = 30 D = 480 Hz Bandwidth: 20 940 Hz or 20.94 kHz |
| B8E                                                                      | ISB-RC                     | Independent Side Bands (Reduced Carrier)                                      | Telephony, independent sideband (two or more channels) | Bn = Mmax-1 + Mmax-2                                                                         | channels Mmax-1 = 3 000, Mmax-2 = 3 000, Bandwidth: 6 000 Hz = 6 kHz |
| C3F                                                                      | VIF                        | Vestigial Sideband Modulation                                                 | Television, vision and sound | Refer to relevant ITU-R documents for the bandwidths of the commonly used television systems | Number of lines: 625 Nominal video bandwidth 5 MHz Sound carrier relative to video carrier: 5.5 MHz Total vision Bandwidth: 6.25 MHz FM sound bandwidth including guardbands: 750 kHz RF channel Bandwidth: 7 MHz                                       |
| H3E                                                                      | CSSB                       | Carrier Single Side Band                                                      | Telephony, single-sideband, full carrier (single channel) | Bn = Mmax                                                                                    | Mmax = 3 000 Bandwidth: 3 000 Hz = 3 kHz |
| J3E                                                                      | SSB-SC                     | Single Side Band (Suppressed Carrier)                                         | Telephony & Sound Broadcasting, single-sideband, full carrier (single channel) | Bn = Mmax – Mlow                                                                             | Speech and music, Mmax = 4 500, Mlow = 50 Hz Bandwidth: 4 450 Hz = 4.45 kHz |
| R3E                                                                      | SSB-RC                     | Single Side Band (Reduced Carrier)                                            | Telephony, Sound broadcasting, single-sideband, reduced carrier (single channel) | Bn = Mmax                                                                                    | Speech and music Mmax = 4 000 Bandwidth: 4 000 Hz = 4 kHz |
| XXXXX                                                                    | DSB-SC                     | Double Side Band (Suppressed Carrier)                                         | ILS-LLZ, ILS-GP SBO Sender | Bn = 2 Mmax                                                                                  | Mmax = 3 000Bandwidth: 6 000 Hz = 6 kHz |

Bn: necessary bandwidth [Hz], (dt. notwendige Bandbreite in [Hz])
B: modulation rate [Bd], (dt. Schrittrate in Baud [Bd])
N: maximum possible number of black plus white elements to be transmitted per second, in facsimile
Mmax: maximum modulation frequency [Hz], (dt. maximale. Modulationsfrequenz in [Hz])
Mlow: lowest modulation frequency [Hz], (dt. minimale Modulationsfrequenz in [Hz])
C: sub-carrier frequency [Hz]
D: peak deviation, i.e. half the difference between the maximum and minimum values of the instantaneous frequency. The instantaneous frequency [Hz] is the time rate of change in phase [rad] divided by 2S
t: pulse duration [s] at half-amplitude, (dt. Pulse-Dauer zwischen den 50 % Amplitudenwerten bei An- und Abfall eines Pulses)
tr: pulse rise time [s] between 10 % and 90 % amplitude (dt. Puls-Anstiegsteit zwischen den 10 % und 90 % Amplitudenwerten eines Pulses)
K: an overall numerical factor which varies according to the emission and which depends upon the allowable signal distortion. In the case of orthogonal frequency division multiplexed multi-carrier signal, K is the number of active sub-carriers as defined by equation (52) in ITU Recommendation ITU-R SM.328
Nc: number of baseband channels in radio systems employing multichannel multiplexing
fp: continuity pilot sub-carrier frequency [Hz] (continuous signal utilized to verify performance of frequency-division multiplex systems)
Ns: frequency separation between two sub-carriers [kHz].
Anmerkungen:
- Die Definition der DOE für Amplitudenmodulation CW (DOE NONE, Träger ohne ein modulierendes Signal) ITU-Rec-1138[3] wird oft auch für die Ein-/Austastung eines unmodulierten Trägers im Morsecode verwendet, für die ITU OOK (DOE A1A, On-OFF-Keying d.h. ein-/Aus-Tastung eines unmodulierten Trägers definiert.
- Für die Geschwindkeit für die Übertragung von Zeichen im Morsekode wird durch die Verwendung des Normworts "PARIS" definiert.

## Amplitudenmodulationen, Audio- und Hochfrequenz-Spektrum

### Amplitudenmodulation ohne Unterträger (SC, en. Subcarrier), Amplitudenmodulation erfolgt im Sender
| Modulation | Designation of Emission (DOE) , | System    | Modulationssignal | HF-Spectrum | Bn (Bandwidth necessary, dt. notwendige Bandbreite)                                                              |
| ---------- | ------------------------------- | --------- | --- | ----------- | --- |
| CW         | NONE                            |           | Träger ohne Modulationssignal |             | Bn = 0 kHz |
| OOK        | A1AAN                           |           | On Off Keying (OOK) eines Trägers erzeugt Seitenbänder abhängig von An-, Abfallzeit und Einschaltdauer ähnlich dem Spektrum von Pulsen |             | Bn = BK = 100 Hz K = 5 for fading circuits K = 3 for non-fading circuits                                         |
| CDSB       | A8N                             | ILS-GP    | |             | Bn = 2 Mmax = 300 Hz Mmax = 150 Bandwidth: 300 Hz = 0,3 kHz                                                      |
| CDSB       | A3E                             | ILS-MM    | |             | Bn = BK +2Mmax = 2700 Hz Mmax = 1300 K = 5 for fading circuits K = 3 for non-fading circuits                     |
| CDSB       | X9WXX                           | ILS-LLZ   | |             | Bn = 2 Mmax = 6 kHz Mmax = 3 000 Bandwidth: 6 000 Hz = 6 kHz                                                     |
| CSSB-LSB   | H3EJN                           | Telephony | |             | Bn = Mmax = 3 kHz Mmax = 3 000 Bandwidth: 3 000 Hz = 3 kHz                                                       |
| DSB-SC     |                                 | Telephony | |             | Bn = 2 Mmax = 6 kHz Mmax = 3 000 Bandwidth: 6 000 Hz = 6 kHz                                                     |
| CISB       |                                 | Telephony | |             | Bn = Mmax-1 + Mmax-2 = 6 kHz Mmax = 3 000 Bandwidth: 6 000 Hz = 6 kHz                                            |
| CSSB-USB   | H3EJN                           | Telephony | |             | Bn = Mmax = 3 kHz Mmax = 3 000 Bandwidth: 3 000 Hz = 3 kHz                                                       |
| SSB-SC LSB | J3EJN                           | Telephony | |             | Bn = Mmax - Mlow = 2,7 kHz Speech Mmax = 3 000, Mlow = 300 Hz Bandwidth: 2 700 Hz = 2,7 kHz                      |
| SSB-SC USB | J3EJN                           | Telephony | |             | Bn = Mmax - Mlow = 2,7 kHz Speech Mmax = 3 000 Mlowest = 300 Hz (lowest frequency) Bandwidth: 2 700 Hz = 2,7 kHz |

Anmerkung 1: On Off Keying (OOK) eines Trägers erzeugt Seitenbänder abhängig von An-, Abfallzeit und Einschaltdauer ähnlich dem Spektrum von Pulsen
Anmerkung 2: On Off Keying (OOK) eines Tons bei CDSB-Modulation erzeugt Seitenbänder um die beiden Töne abhängig von An-, Abfallzeit und Einschaltdauer des getasteten Tons ähnlich dem Spektrum von Pulsen

### Amplitudenmodulation nur im Fernfeld des Antennenarrays empfangbar

#### VOR Amplitudenmodulation mit FM-Unterträger (SC, en. Subcarrier)
Bei VOR Flugnavigationsfunkanlagen wird im Fernfeld das komplexe AM modulierte Signal aus CSB-Signal (engl. Carrier Side Band) und SBO-Signal (engl. Side Band Only) empfangen. Abgestrahlt werden jedoch CSB und das SBO über unterschiedliche Antennen in einem VOR Antennenarray.
CSB-Signal (engl. Carrier Side Band) ein AM moduliertes CDSB Signal bestehend aus:
- 30-Hz-Ton, der im Phasenvergleich zum 30-Hz-Referenzsignal der VOR-Flugnavigationsfunkanlage eine Azimut-abhängige Phasenverschiebung aufweist
- einem 1020-Hz-OOK-Ton für die ID (en. Identification)
- optional noch ein Voice-Channel (300 Hz bis 3000 Hz)

SBO-Signal (engl. Side Band Only) ein AM-moduliertes DSB-Signal bestehend aus:
- einem Referenzsignal mittels 30-Hz-Ton auf einem 9960 Hz FM-modulierten Unterträger (SC, en. Sub-Carrier)

Im Fernfeld des VOR-Antennen-Arrays überlappen CSB- und SBO- zu dem komplexen AM-Signal, aus welchem VOR-Flugnavigationsfunkempfänger die Richtung eines Luftfahrzeuges in Bezug zur VOR auswerten.
| VOR-Modulation                                                                                                | DOE Annex 1, . | Modulationssignale und HF-Spektrum | Bn (Bandwidth necessary, dt. notwendige Bandbreite)          |
| --- | -------------- | ---------------------------------- | ------------------------------------------------------------ |
| VOR-CSB (en. Carrier Side Band) Modulationssignal                                                             |                |                                    |                                                              |
| VOR-CSB (en. Carrier Side Band) HF-Spektrum                                                                   |                |                                    | Bn = 2 Mmax = 6 kHz Mmax = 3 000 Bandwidth: 6 000 Hz = 6 kHz |
| VOR-SBO (en. Side Band Only) Modulationssignal                                                                |                |                                    |                                                              |
| VOR-SBO (en. Side Band Only) HF-Spektrum                                                                      |                |                                    | Bn = 2Cmax + 2Mmax + 2DK K 1 (typically)                     |
| VOR HF-Spektrum Summen-Signal CSB und SBO im Fernfeld eines VOR-Antennen Arrays (CSB und SBO überlagern sich) | A9WWF          |                                    | Bn = 2Cmax + 2Mmax + 2DK K 1 (typically)                     |
| |                |                                    |                                                              |

## Spektrale Darstellung von CDSB-AM (A3E)

Links: Modulationssignal als Funktion der Zeit, rechts: Spektrum des amplitudenmodulierten Signals

Das nebenstehende Bild zeigt die Auswirkungen des (niederfrequenten) Modulationssignals, dessen Oszillogramm links gezeigt wird, auf das gesendete Frequenzspektrum. Zur Erläuterung des Prinzips wird dabei abwechselnd eine Modulation mit einer wechselnden Frequenz und mit einer wechselnden Amplitude vorgeführt.
Durch dieses Modulationssignal entstehen symmetrisch zur Trägerfrequenz (engl. Carrier) zwei zusätzliche Frequenzen, deren Abstand zum Träger die aktuelle Modulationsfrequenz ist. Jede Änderung zeigt sich sofort in der Position dieser Begleitfrequenzen bezüglich der Trägerfrequenz. Wenn die Modulationsfrequenz beispielsweise zwischen 300 Hz und 4000 Hz schwankt, wird ein Frequenzband der Gesamtbreite 8000 Hz überstrichen. In der Mitte dieses Bandes gibt es eine Lücke von 600 Hz, in deren Mitte der Träger steht. Den oben überstrichenen Frequenzbereich bezeichnet man als oberes Seitenband (engl. USB für Upper Side Band); der unten überstrichene Bereich heißt unteres Seitenband (engl.: LSB für Lower Side Band).
Ist das Modulationssignal Sprache oder Musik, so sind die Seitenbänder je nach Inhalt der Übertragung von Augenblick zu Augenblick verschieden geformt und entsprechen im Aussehen dem Frequenzspektrum des Modulationssignals.
Ändert sich die Amplitude (und damit die Lautstärke) des Modulationssignales, wird nicht die Amplitude des Trägers beeinflusst, sondern nur die Amplitude der Seitenfrequenzen. Der Träger selbst überträgt also gar keine Information, die steckt alleine in den beiden Seitenbändern. Um diese Energieverschwendung bei schwacher Modulation zu verringern, wurden Verfahren entwickelt, um dann auch die Stärke des Trägers vorübergehend abzusenken (Dynamische Amplitudenmodulation). Ein weiteres abgewandeltes Verfahren ist die Einseitenbandmodulation.

## Anwendungen
AM wird verwendet für:
- Rundfunk auf den Frequenzbändern Langwelle, Mittelwelle, Kurzwelle
- FM-Stereo (mit unterdrücktem Träger)
- Fernsehsignale verschiedener analoger Fernsehnormen
- CB-Funk
- Amateurfunk (meist in modifizierter Form als Einseitenbandmodulation)
- Flugnavigationsfunkdienst (NDB, ILS-LLZ, ILS-GP, IM, MM, OM, (D)VOR, und TACAN)
- Flugfunk (zivil: VHF 117,975 bis 137 MHz, militärisch: UHF)
- Chopper-Verstärker.

## Mathematische Beschreibung von CDSB-AM (A3E)
Nachfolgend werden sowohl die eigentliche Frequenz f als auch die Kreisfrequenz ω mit Frequenz bezeichnet. Dies ist möglich, da beide über einen konstanten Faktor {\displaystyle \omega =2\pi \cdot f} zusammenhängen. Trotzdem muss man beachten, dass beide immer noch zwei verschiedene Größen sind. Wenn Zahlen auftreten, wird das über die Einheiten ausgedrückt: [f] = Hz und [ω] = 1/s.

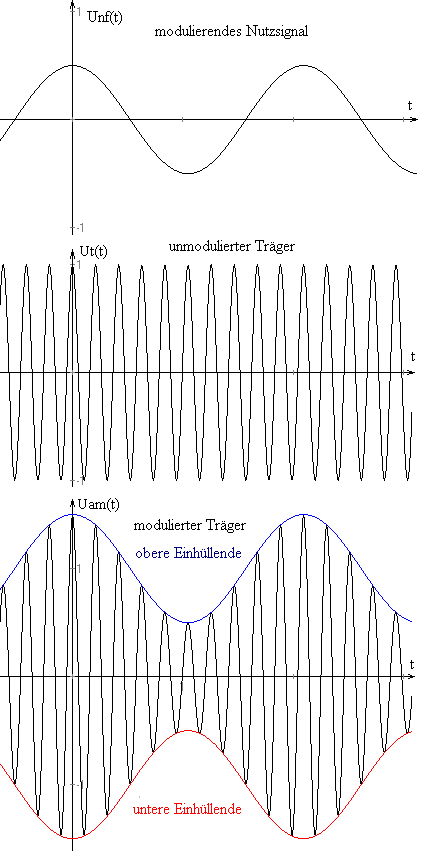
Abb. 1: Beispiel zur Amplitudenmodulation (m = 0,5)

Man erhält ein moduliertes Signal, wenn man zum Nutzsignal
{\displaystyle u_{\mathrm {NF} }={\hat {U}}_{\mathrm {NF} }\cos \omega t}   (der Nullphasenwinkel wird als Null angenommen)
einen Gleichanteil {\displaystyle {\hat {U}}_{\mathrm {T} }} addiert und anschließend beides mit einer hochfrequenten Trägerschwingung {\displaystyle \cos \Omega t} mit {\displaystyle \Omega \gg \omega } multipliziert
{\displaystyle u_{\mathrm {AM} }=({\hat {U}}_{\mathrm {T} }+{\hat {U}}_{\mathrm {NF} }\cos \omega t)\ \cos \Omega t}
{\displaystyle u_{\mathrm {AM} }={\hat {U}}_{\mathrm {T} }\cos \Omega t\ +\ {\hat {U}}_{\mathrm {NF} }\cos \omega t\ \cos \Omega t.}
Mit Hilfe der Umrechnungsformel
{\displaystyle \cos \alpha \ \cos \beta ={\frac {1}{2}}{\bigl (}\cos(\alpha -\beta )+\cos(\alpha +\beta ){\bigr )}}
erhält man:
{\displaystyle u_{\text{AM}}={\hat {U}}_{\text{T}}\cos {\Omega t}\ +\ {\frac {{\hat {U}}_{\text{NF}}}{2}}{\bigl (}\cos {(\Omega -\omega )t}+\cos {(\Omega +\omega )t}{\bigr )}.}
Aus der Formel kann man das entstandene Frequenzspektrum ablesen. Das modulierte Signal enthält das (konstante) Trägersignal:
{\displaystyle u_{\text{T}}={\hat {U}}_{\text{T}}\cos {\Omega t}}
mit der Frequenz {\displaystyle \Omega } und der Amplitude {\displaystyle {\hat {U}}_{\text{T}}}, sowie zwei Seitenbänder mit den Frequenzen {\displaystyle \Omega -\omega } und {\displaystyle \Omega +\omega } mit jeweils der Amplitude {\displaystyle {\tfrac {1}{2}}\ {\hat {U}}_{\text{NF}}}. Diese einfachste Modulationsart der AM nennt man deshalb auch Zweiseitenbandmodulation (ZSB oder englisch DSB) mit Träger. Hier steckt die Information in den Seitenbändern, während der Träger selbst bei der Übertragung nur unnötigen Ballast darstellt. Wenn sich die Amplitude {\displaystyle {\hat {U}}_{\text{NF}}} der modulierenden Schwingung ändert, ändert sich auch die Amplitude der Seitenfrequenzen. Wenn sich die Frequenz des modulierenden Signals ändert, ändern sich auch die Frequenzen der Seitenbänder.
In Abbildung 1 kann man unten neben dem modulierten Signal auch noch die beiden sogenannten Einhüllenden sehen. Diese dienen nur der Veranschaulichung, weil ihr Verlauf gleich dem modulierenden Nutzsignal ist. In Abbildung 2 sieht man die drei Spektren (von links) des modulierenden Nutzsignals, des unmodulierten Trägers und des modulierten Signals. Wie man erkennen kann, sind die Amplituden der informationstragenden Seitenbänder wesentlich kleiner als die des Trägers (vgl. hierbei die Amplitudenmodulation mit unterdrücktem Träger, bei der im Idealfall das Trägersignal vollständig unterdrückt wird, d. h. {\displaystyle {\hat {U}}_{\text{T}}=0} ist).
|  |

Alternativ zur Berechnung des modulierten Signals im Zeitbereich kann dies auch über die Fourier-Transformation im Frequenzbereich geschehen. Die dazu inverse Fourier-Transformation führt wieder in den Zeitbereich.

### Modulationsgrad von CDSB-AM (A3E)

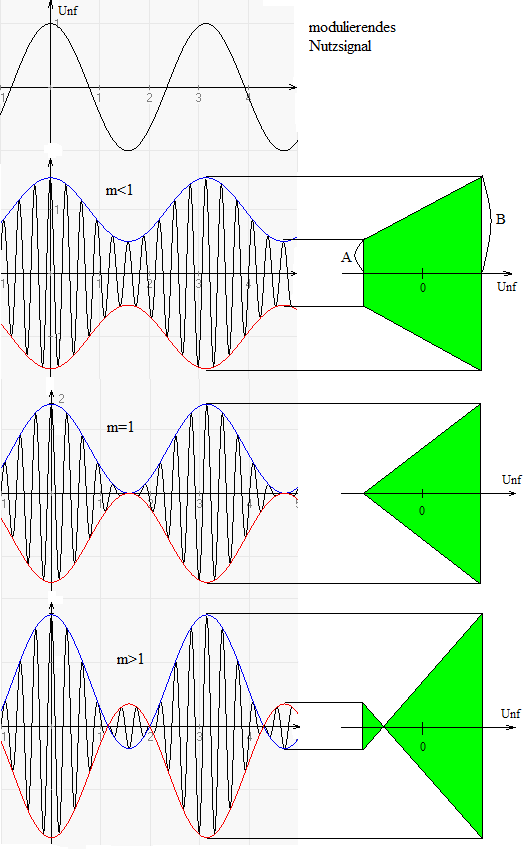
Abb. 3: Modulationsgrad und Modulationstrapez in drei Varianten

Mit dem Modulationsgrad oder Modulationsindex {\displaystyle m} wird angegeben, wie stark das modulierende Nutzsignal die Amplitude des modulierten (Träger-)Signals beeinflusst:
{\displaystyle m={\frac {{\hat {U}}_{\mathrm {NF} }}{{\hat {U}}_{\mathrm {T} }}}={\frac {U_{\mathrm {AM_{max}} }-{\hat {U}}_{\mathrm {T} }}{{\hat {U}}_{\mathrm {T} }}}={\frac {U_{\mathrm {AM_{max}} }-U_{\mathrm {AM_{\mathrm {min} }} }}{U_{\mathrm {AM_{max}} }+U_{\mathrm {AM_{min}} }}}.}
Mit {\displaystyle m} ergibt sich für {\displaystyle u_{\mathrm {AM} }:}
{\displaystyle u_{\mathrm {AM} }={\hat {U}}_{\mathrm {T} }\left[\cos {\Omega t}\ +\ {\frac {m}{2}}{\bigl (}\cos {(\Omega -\omega )t}+\cos {(\Omega +\omega )t}{\bigr )}\right].}
Er muss größer als 0 und kleiner gleich 1 sein, um inkohärent demodulieren zu können. Bei null findet keine Modulation statt, es wird lediglich der unmodulierte Träger übertragen. Bei {\displaystyle m>1} findet eine Übermodulation statt, das entstandene Signal kann nur noch kohärent verzerrungsfrei demoduliert werden. Deshalb wird oft die Amplitude des modulierenden Signals vorher begrenzt, um eine zu große Aussteuerung zu vermeiden.

### Modulationstrapez von CDSB-AM (A3E)
Beim Modulationstrapez wird die Amplitude des modulierten Signals (y-Achse) über der Amplitude des modulierenden Signals (x-Achse) aufgetragen. Bei sinusförmigen Signalen entsteht dabei ein Trapez. Je nachdem wie groß m ist, kann es wie ein normales Trapez (0 < m < 1) aussehen, wie ein Dreieck (m = 1) oder eine Fischform (m > 1) (siehe Abbildung 3). Aus dem Trapez lässt sich auch leicht die Formel für m bestimmen:
{\displaystyle m={\frac {B-A}{B+A}}.}
Wenn die Phase nicht konstant bleibt oder kein reines Sinussignal vorliegt, treten Verzerrungen des Modulationstrapezes auf, oder es kann sich zu einem Zylinder wölben.

### Zeigerdarstellung von CDSB-AM (A3E)
In der Zeigerdarstellung werden die Modulationsanteile als Zeiger aufgetragen und dann (wie beim Kräfteparallelogramm) zum resultierenden Zeiger zusammengesetzt. Auf dem starren Träger Ut stehen die beiden Zeiger der Seitenbandfrequenzen Usf1 und Usf2, die sich mit der Modulationsfrequenz {\displaystyle \omega } in jeweils entgegengesetzte Richtung drehen. Wie man in den Abbildungen sehen kann, sind die x-Komponenten der Zeiger der Seitenfrequenzen stets entgegengesetzt und heben sich deshalb bei der Addition auf. Es bleibt nur noch die Summe der y-Komponenten, die zur Trägeramplitude addiert bzw. subtrahiert wird. So ist die resultierende momentane Amplitude des modulierten Signals immer in gleicher Richtung (in Phase) mit der Trägeramplitude. Das ist charakteristisch für die Zweiseitenbandmodulation. Bei Amplitudenmodulation mit unterdrücktem Träger fehlt Ut. Bei Einseitenbandmodulation fehlt zusätzlich entweder Usf1 oder Usf2.
| {\displaystyle \Omega } |

Bei der Zeigerdarstellung erkennt man, dass sich die Amplitude eines hochfrequenten Gesamtsignals (bestehend aus Trägerfrequenz und Seitenbändern) im Rhythmus der Modulation ändert, die Amplitude des Trägers Ut aber konstant bleibt. Das lässt sich entweder mit einem Spektrumanalysator nachweisen oder durch Einschaltung eines sehr schmalbandigen Bandpasses (Bandbreite < 50 Hz), der die Modulation nicht passieren lässt.

### Bandbreite von CDSB-AM (A3E)
Das Beispiel war sehr einfach, um grundlegend die Modulation verstehen zu können. Praktisch wird dabei eine niedrige Frequenz, also zum Beispiel ein einziger Ton konstanter Stärke auf den Träger moduliert. In der Realität moduliert man wesentlich mehr aufeinanderfolgende Frequenzen auf den Träger. Diese Menge an Frequenzen von 0 bis {\displaystyle f_{i_{\text{max}}}} nennt man Frequenzband {\displaystyle f_{\text{B}}} oder Basisband. Die Bereiche, die nach der Modulation neben dem Träger entstehen, heißen Seitenbänder. Es gibt ein oberes (OSB, im Englischen USB, upper side band) und ein unteres (USB, im Englischen LSB, lower side band) Seitenband; zusammen bilden sie die belegte Bandbreite B:
{\displaystyle B=2\ f_{i_{\text{max}}}.}
|  |

Beim Rundfunk wird im AM-Bereich für Sprache und Musik ein standardisiertes Frequenzband von 4,5 kHz Breite (von 0 Hz bis 4,5 kHz) übertragen, was zu einer Bandbreite B = 9 kHz führt. Beim Bildsignal des Fernsehens reicht das Basisband bis etwa 5,5 MHz.

### Leistungsbetrachtung von CDSB-AM (A3E)
Die eigentliche Nutzleistung steckt in den Seitenbändern, wobei in beiden Seitenbändern die gleiche Information steckt, was folglich bedeutet, dass ein Seitenband völlig überflüssig ist, wie auch der Träger. Daraus ergibt sich ein Wirkungsgrad {\displaystyle \eta }:
{\displaystyle \eta ={\frac {P_{\text{SB}}}{P_{\text{ges}}}}={\frac {m^{2}}{4+2m^{2}}}}
mit
{\displaystyle P_{\text{ges}}=P_{T}+2\ P_{\text{SB}}}
{\displaystyle P_{\text{T}}={\frac {{{\hat {U}}_{\text{T}}}^{2}}{2R}}}
{\displaystyle P_{\text{SB}}={\frac {{{\hat {U}}_{\text{NF}}}^{2}}{8R}}.}
R ist ein beliebiger Widerstand, auf den die Leistung bezogen wird.
Je nachdem, wie nun m gewählt wird, beträgt {\displaystyle \eta } zwischen 0 % (m = 0) und 17 % (m = 1).

## Praktische Realisierung von CDSB-AM (A3E)

Sender mit Amplitudenmodulation

Das Nutzsignal ist in der Regel ein Frequenzgemisch (z. B. Sprache), das aus einer NF-Quelle wie einem Mikrofon stammt. Die Trägerfrequenz selbst wird mit Hilfe einer Oszillatorschaltung erzeugt.
Die eigentliche Modulation geschieht in einer Mischstufe, beispielsweise in einer Gilbertzelle, in der das Nutzsignal mit der Trägerschwingung multipliziert wird. Am Ausgang der Mischstufe nach der Bandpassfilterung wird das amplitudenmodulierte Signal ausgegeben, das schließlich über einen HF-Verstärker zur Antenne gelangt.

Prinzipschaltung eines Amplitudenmodulators mit einer Triode

Bei der Amplitudenmodulation in größeren Sendeanlagen, beispielsweise Kurzwellensender mit Sendeleistungen über 100 kW, wird in der Endstufe eine wassergekühlte Triode zur Modulation eingesetzt, wie in nebenstehender Schaltskizze vereinfacht dargestellt. Die mit dem niederfrequenten Nutzsignal überlagerte Anodenspannung der Triode wird aus einem Pulse-Step-Modulator (PSM) gewonnen. Dem Steuergitter der Triode wird die unmodulierte Trägerfrequenz (RF) zugeführt. Im Anodenkreis kann dann das amplitudenmodulierte Signal ausgekoppelt und über einen einstellbaren Pi-Filter zur Anpassung der Sendeantenne zugeführt werden.

## Sonderarten
Um Sendeleistung und/oder Bandbreite einzusparen, wurden folgende Modulationsvarianten entwickelt:
- Amplitudenmodulation mit unterdrücktem Träger (DSBSC, double side band suppressed carrier)
- Einseitenbandmodulation (SSB, single side band)
- Restseitenbandmodulation
- dynamische Amplitudenmodulation

Der erhöhte Aufwand bei der Demodulation schränkt die Verwendbarkeit oft ein.
Digitale Verfahren erlauben geringe Anfälligkeit gegen Störungen oder größere Nutzung des Spektrums:
- Quadraturamplitudenmodulation (QAM)
- Pulsamplitudenmodulation (PAM).

## Demodulation

### Kohärente Demodulation
Beim Empfänger existiert ein lokaler Träger, der in Phase zum Träger des empfangenen Signals ist. Beide sind folglich zueinander synchron und damit kohärent. Die Erzeugung dieses lokalen Trägers ist technisch sehr aufwendig, weshalb das Verfahren nur bei extrem schwachen oder stark gestörten Signalen angewendet wird. Dafür ist die mathematische Beschreibung der Demodulation recht einfach. Zunächst wird das empfangene Signal, bestehend aus den beiden Seitenfrequenzen und dem Träger, mit dem lokalen Träger multipliziert:
{\displaystyle {\begin{aligned}u_{\text{DAM}}&=u_{\text{AM}}\ \cos {\Omega t}\\&={\Bigl [}{\hat {U}}_{\text{T}}\cos {\Omega t}\ +\ {\frac {{\hat {U}}_{\text{NF}}}{2}}{\bigl (}\cos {(\Omega -\omega )t}+\cos {(\Omega +\omega )t}{\bigr )}{\Bigr ]}\ \cos {\Omega t}\\&={\hat {U}}_{\text{T}}\cos ^{2}{\Omega t}\ +\ {\frac {{\hat {U}}_{\text{NF}}}{2}}\left(\cos {(\Omega -\omega )t}\ \cos {\Omega t}+\cos {(\Omega +\omega )t}\ \cos {\Omega t}\right).\end{aligned}}}
Mit Hilfe der Additionstheoreme
{\displaystyle \cos \alpha \ \cos \beta ={\frac {1}{2}}{\bigl (}\cos {(\alpha -\beta )}+\cos {(\alpha +\beta )}{\bigr )}}
{\displaystyle \cos ^{2}\alpha ={\frac {1}{2}}\left(1+\cos {2\alpha }\right)}
erhält man:
{\displaystyle {\begin{aligned}u_{\text{DAM}}={\frac {{\hat {U}}_{\text{T}}}{2}}\left(1+\cos {2\Omega t}\right)\ +\ {\frac {{\hat {U}}_{\text{NF}}}{4}}{\bigl (}\cos {(-\omega )t}+\cos {(2\Omega -\omega )t}+\cos {\omega t}+\cos {(2\Omega +\omega )t}{\bigr )}.\end{aligned}}}
Anschließend werden die unerwünschten hohen Frequenzanteile {\displaystyle 2\Omega } mit einem Tiefpass und der Gleichanteil mit Hochpass herausgefiltert, wodurch nur noch das gesuchte Nutzsignal mit halber Amplitude übrig bleibt:
{\displaystyle u_{\text{TP}}={\frac {{\hat {U}}_{\text{NF}}}{4}}{\bigl (}\cos {(-\omega )t}+\cos {\omega t}{\bigr )}={\frac {{\hat {U}}_{\text{NF}}}{2}}\cos {\omega t}.}

### Inkohärente Demodulation
Diese einfachste Form der Demodulation kommt ohne die aufwendige Erzeugung eines lokalen Trägers aus und ermöglichte deshalb vor hundert Jahren die Verbreitung von Rundfunksendern. Das Verfahren ist allerdings nur bei ausreichend starken Signalen anwendbar und erfordert im Regelfall einen vorhergehenden Verstärker. Hier wird das gesuchte Frequenzband mit einem Bandpass herausgefiltert, anschließend mit einer Diode gleichgerichtet und zum Schluss mit einem Tiefpass geglättet. Der enthaltene Gleichanteil wird gegebenenfalls mit einem Hochpass entfernt.
{\displaystyle u_{\text{DAM}}=\left|u_{\text{AM}}\right|.}
Auf Grund der Einfachheit dieses Verfahrens kann das empfangene Signal leicht durch Verzerrungen gestört werden. Praktische Umsetzungen dieses Verfahrens stellen der Hüllkurvendetektor und der Detektorempfänger dar.
Siehe auch:
- Gittergleichrichtung
- Anodengleichrichtung
- Kathodengleichrichtung

### Mehrstufige multiplikative Demodulation
Zunächst wird mit einem auf die Trägerfrequenz fT abstimmbaren leicht gedämpften Schwingkreis eine schmalbandige Verstärkung (Bandpass) des gewünschten Frequenzbereichs (fT − fi max bis fT + fi max) durchgeführt. Danach wird, je nach zur Verfügung stehender Technologie, die Modulation zu niedrigeren Frequenzen in n Stufen durchgeführt. Also je Stufe ein Modulator gefolgt von einem Tiefpass.
Der Modulator selbst ist wie beim Sender ein Multiplizierer. In diesem Beispiel gibt es zur Vereinfachung nur einen (n = 1) Modulator. Die für den Modulator erforderliche Trägerfrequenz im Empfänger fTe sollte möglichst gut der Trägerfrequenz des Senders fT entsprechen, da ansonsten eine Schwebung entsteht. Die Nachregelung von fTe erfolgt heutzutage über eine PLL (Phase locked loop).
Ergebnis des Senders: fm1 = 220 kHz und fm2 = −240 kHz; fT = 230 kHz

(Phase über Vorzeichen dargestellt)
Im Empfänger unter Voraussetzung fT = fTe:
{\displaystyle f_{0}=f_{m1}\pm f_{\text{Te}}}   und   {\displaystyle f_{0}=f_{m2}\pm f_{\text{Te}}}   (Phase und Amplitude weggelassen)
woraus sich mit obigen Angaben die Frequenzen ergeben: −10 kHz; 450 kHz; −10 kHz; −470 kHz.
Alle Frequenzen oberhalb von 10 kHz lassen sich nun mit einem Tiefpass ausfiltern.
Im Realfall ist es kaum möglich, die Trägerfrequenz des Senders hinreichend genau zu treffen. Um eine Vorstellung von der erforderlichen Genauigkeit zu bekommen, hier ein Beispiel: Eine Schwebung von 50 Hz entspricht einer Frequenzabweichung von 0,02 % bezogen auf 230 kHz.
Um möglichst vielen Problemen der Analogtechnik (muss justiert werden, elektronische Bauteile altern) aus dem Weg zu gehen und Platzbedarf zu minimieren, wird zunehmend auf digitale Signalverarbeitung gesetzt. Im Prinzip wird mit einem schnellen Analog-Digital-Umsetzer direkt das Empfangssignal in Sinus- und Cosinus-Anteil digitalisiert. Der Rest wird rechnerisch vom Signalprozessor geleistet.

## Amplitudenmodulation in der elektromagnetischen Verträglichkeit
Im Bereich der Elektromagnetischen Verträglichkeit werden bei Störfestigkeitsprüfungen oft amplitudenmodulierte Signale als Störsignale verwendet.
Hierbei werden zwei unterschiedliche Bezüge zum entsprechenden unmodulierten Signal verwendet.
Legt man den Bezugspegel des modulierten Signals auf dessen Spitzenwert fest, so spricht man von Abwärtsmodulation.
Legt man hingegen den Bezugspegel auf den Nulldurchgang des aufmodulierten niederfrequenten Nutzsignals fest, so spricht man von Aufwärtsmodulation. Als Nutzsignal wird ein Sinuston mit 1 kHz, in seltenen Fällen alternativ mit 400 Hz oder 1 Hz verwendet.
Der Modulationsgrad des Störsignals ist in der Regel 80 %, wodurch der Spitzenwert eines aufwärtsmodulierten Störsignals das 1,8-Fache des Bezugspegels beträgt.
Bei Prüfungen nach den Basisnormen EN 61000-4-3 bzw. EN 61000-4-6 (Störfestigkeit gegen gestrahlte bzw. leitungsgeführte elektromagnetische Felder) werden aufwärtsmodulierte Störsignale verwendet.
Bei Prüfungen nach ISO 11451 bzw. ISO 11452 (Straßenfahrzeuge – elektrische Störungen durch schmalbandige gestrahlte elektromagnetische Energie, Straßenfahrzeuge bzw. Komponenten) abwärtsmodulierte Störsignale.
Oberhalb von 800 MHz werden im Bereich der beiden ISO-Normen in der Regel jedoch pulsmodulierte Störsignale verwendet, wodurch durch die AM-Abwärtsmodulation bei beiden Modulationsarten derselbe Spitzenwert des Störsignals erreicht wird.